# Nisan Rand
Nisan Rand (hebr. ניסן רנד) (ur. 8 października 1930 w Koszycach, zm. 25 grudnia 2008 w Tel Awiwie) – izraelski brydżysta i działacz brydżowy, World Master oraz Senior International Master (WBF), European Master (EBL).
Nisan Rand był światowym ekspertem w dziedzinie żywienia zwierząt. Opublikował ponad 200 prac naukowych na ten temat.

## Działalność w strukturach brydżowych
Nisan Rand dziłał w strukturach brydżowych:
- 1999-1999 Członek Komisji Odwoławczej WBF;
- 2000-2008 Przewodniczący Komitetu Seniorów WBF;
- 1995-2003 Członek Zarządu EBL;
- 1999-2001 Członek Komisji Odwoławczej EBL;
- 2003-2007 Członek Komisji Odwoławczej EBL;
- 1999-2003 Członek Komitetu Seniorów EBL;
- 1999-2003 Przewodniczący Komitetu Seniorów EBL;
- 2003-2008 Honorowy Przewodniczący Komitetu Seniorów EBL.

W latach 1996–2006 był członkiem Komisji Odwoławczych wielu mistrzostw organizowanych przez WBF i EBL.
W roku 1984 był niegrającym kapitanem drużyny Izraela.
Nisan Rand w roku 2007 został Honorowym Członkiem EBL.

## Wyniki brydżowe

### Olimpiady
Na olimpiadach uzyskał następujące rezultaty:
| Olimpiady brydżowe. Zawody teamów | Olimpiady brydżowe. Zawody teamów | Olimpiady brydżowe. Zawody teamów | Olimpiady brydżowe. Zawody teamów | Olimpiady brydżowe. Zawody teamów | Olimpiady brydżowe. Zawody teamów |
| Rok                               | Miejsce                           | Zawody                            | Kategoria                         | Drużyna                           | Pozycja                           |
| --------------------------------- | --------------------------------- | --------------------------------- | --------------------------------- | --------------------------------- | --------------------------------- |
| 2004                              | Stambuł                           | 12. Olimpiada Teamów              | Seniorzy                          | Israel                            | 6                                 |
| 2000                              | Maastricht                        | 11. Olimpiada Brydżowa            | Seniorzy                          | Israel                            | 15                                |
| 1968                              | Deauville                         | 3. Olimpiada Teamów               | Open                              | Israel                            | 13                                |

### Zawody światowe
W światowych zawodach zdobył następujące lokaty:
| Mistrzostwa Świata. Konkurencja teamów | Mistrzostwa Świata. Konkurencja teamów | Mistrzostwa Świata. Konkurencja teamów                  | Mistrzostwa Świata. Konkurencja teamów | Mistrzostwa Świata. Konkurencja teamów | Mistrzostwa Świata. Konkurencja teamów |
| Rok                                    | Miejsce                                | Zawody                                                  | Kategoria                              | Drużyna                                | Pozycja                                |
| -------------------------------------- | -------------------------------------- | ------------------------------------------------------- | -------------------------------------- | -------------------------------------- | -------------------------------------- |
| 2006                                   | Werona                                 | 12. Mistrzostwa Świata                                  | Seniorzy                               | Gordon                                 | 27                                     |
| 2005                                   | Estoril                                | 37. Mistrzostwa Świata Teamów                           | Trans                                  | Hussein                                | 5                                      |
| 2005                                   | Estoril                                | 37. Mistrzostwa Świata Teamów                           | Seniorzy                               | Israel                                 | 5                                      |
| 2003                                   | Monte Carlo                            | 36. Mistrzostwa Świata Teamów                           | Trans                                  | Rand                                   | 26                                     |
| 2003                                   | Monte Carlo                            | 36. Mistrzostwa Świata Teamów                           | Seniorzy                               | Israel                                 | 5                                      |
| 2002                                   | Montreal                               | 11. Mistrzostwa Świata                                  | Seniorzy                               | Romik                                  | 7                                      |
| 2001                                   | Paryż                                  | 35. Mistrzostwa Świata Teamów                           | Trans                                  | Rand                                   | 28                                     |
| 2000                                   | Southampton                            | 34. Mistrzostwa Świata Teamów                           | Trans                                  | Rohan                                  | 21                                     |
| 2000                                   | Southampton                            | 34. Mistrzostwa Świata Teamów Pokazowy Turniej Seniorów | Seniorzy                               | Obrońcy tytułu                         | 5                                      |
| 1998                                   | Lille                                  | 10. Mistrzostwa Świata                                  | Open                                   | Rohan                                  | 1                                      |
| 1994                                   | Albuquerque                            | 9. Mistrzostwa Świata                                   | Seniorzy                               | Rohan                                  | 1                                      |

| Mistrzostwa Świata. Konkurencja par | Mistrzostwa Świata. Konkurencja par | Mistrzostwa Świata. Konkurencja par | Mistrzostwa Świata. Konkurencja par | Mistrzostwa Świata. Konkurencja par | Mistrzostwa Świata. Konkurencja par |
| Rok                                 | Miejsce                             | Zawody                              | Kategoria                           | Partner                             | Pozycja                             |
| ----------------------------------- | ----------------------------------- | ----------------------------------- | ----------------------------------- | ----------------------------------- | ----------------------------------- |
| 2006                                | Werona                              | 12. Mistrzostwa Świata              | Seniorzy                            | Irving Gordon                       | 60                                  |
| 2002                                | Montreal                            | 11. Mistrzostwa Świata              | Seniorzy                            | Jeszajahu Lewit                     | 31                                  |
| 1998                                | Lille                               | 10. Mistrzostwa Świata              | Seniorzy                            | Mosze Kac                           | 28                                  |
| 1994                                | Albuquerque                         | 9. Mistrzostwa Świata               | Seniorzy                            | Mosze Kac                           | 11                                  |

### Zawody europejskie
W europejskich zawodach zdobył następujące lokaty:
| Zawody europejskie. Konkurencja teamów | Zawody europejskie. Konkurencja teamów | Zawody europejskie. Konkurencja teamów | Zawody europejskie. Konkurencja teamów | Zawody europejskie. Konkurencja teamów | Zawody europejskie. Konkurencja teamów |
| Rok                                    | Miejsce                                | Zawody                                 | Kategoria                              | Drużyna                                | Pozycja                                |
| -------------------------------------- | -------------------------------------- | -------------------------------------- | -------------------------------------- | -------------------------------------- | -------------------------------------- |
| 2007                                   | Antalya                                | 3. Otwarte Mistrzostwa Europy          | Seniorzy                               | Rand Nissan                            | 11                                     |
| 2005                                   | Teneryfa                               | 2. Otwarte Mistrzostwa Europy          | Seniorzy                               | Rand                                   | 3                                      |
| 2003                                   | Mentona                                | 1. Otwarte Mistrzostwa Europy          | Miksty                                 | Rand                                   | 38                                     |
| 2003                                   | Mentona                                | 1. Otwarte Mistrzostwa Europy          | Seniorzy                               | Rand                                   | 9                                      |
| 2002                                   | Salsomaggiore                          | 46. Mistrzostwa Europy Teamów          | Seniorzy                               | Israel                                 | 2                                      |
| 2000                                   | Bellaria                               | 6. Mistrzostwa Europy Mikstów          | Miksty                                 | Samy                                   | 82                                     |
| 1999                                   | Malta                                  | 44. Mistrzostwa Europy Teamów          | Seniorzy                               | Israel                                 | 9                                      |
| 1997                                   | Montecatini                            | 43. Mistrzostwa Europy Teamów          | Seniorzy                               | Israel                                 | 8                                      |
| 1995                                   | Vilamoura                              | 42. Mistrzostwa Europy Teamów          | Seniorzy                               | Israel/Austria                         | 6                                      |
| 1991                                   | Killarney                              | 40. Mistrzostwa Europy Teamów          | Open                                   | Israel                                 | 10                                     |

| Zawody europejskie. Konkurencja par | Zawody europejskie. Konkurencja par | Zawody europejskie. Konkurencja par | Zawody europejskie. Konkurencja par | Zawody europejskie. Konkurencja par | Zawody europejskie. Konkurencja par |
| Rok                                 | Miejsce                             | Zawody                              | Kategoria                           | Partner                             | Pozycja                             |
| ----------------------------------- | ----------------------------------- | ----------------------------------- | ----------------------------------- | ----------------------------------- | ----------------------------------- |
| 2007                                | Antalya                             | 3. Otwarte Mistrzostwa Europy       | Seniorzy                            | Göran Mattsson                      | 29                                  |
| 2005                                | Teneryfa                            | 2. Otwarte Mistrzostwa Europy       | Seniorzy                            | Göran Mattsson                      | 9                                   |
| 2003                                | Mentona                             | 1. Otwarte Mistrzostwa Europy       | Seniorzy                            | Jeszajahu Lewit                     | 34                                  |
| 2003                                | Mentona                             | 1. Otwarte Mistrzostwa Europy       | Mikst                               | Dejana Sverker                      | 368                                 |
| 2002                                | Ostenda                             | 7. Mistrzostwa Europy Mikstów       | Mikst                               | Hana Shezifi                        | 124                                 |
| 2001                                | Sorrento                            | 11. Mistrzostwa Europy Par          | Seniorzy                            | Pinhas Romik                        | 13                                  |
| 2000                                | Bellaria                            | 6. Mistrzostwa Europy Mikstów       | Mikst                               | Sophie Waksman                      | 156                                 |
| 1999                                | Warszawa                            | 10. Mistrzostwa Europy Par          | Seniorzy                            | Mosze Kac                           | 6                                   |
| 1998                                | Akwizgran                           | 5. Mistrzostwa Europy Mikstów       | Mikst                               | Nevena Deleva                       | 72                                  |
| 1997                                | Haga                                | 9. Mistrzostwa Europy Par           | Seniorzy                            | Mosze Kac                           | 10                                  |
| 1996                                | Monte Carlo                         | 4. Mistrzostwa Europy Mikstów       | Mikst                               | Ora Dan                             | 195                                 |
| 1995                                | Rzym                                | 8. Mistrzostwa Europy Par           | Seniorzy                            | Mosze Kac                           | 17                                  |
| 1993                                | Bielefeld                           | 7. Mistrzostwa Europy Par           | Open                                | Mosze Kac                           | 136                                 |
| 1989                                | Salsomaggiore                       | 5. Mistrzostwa Europy Par           | Open                                | Friedman                            | 67                                  |
| 1987                                | Paryż                               | 4. Mistrzostwa Europy Par           | Open                                | Dani ben David                      | 174                                 |

## Klasyfikacja
- Nisan Rand – klasyfikacja WBF (ang.)
- Nisan Rand – klasyfikacja EBL (ang.)